# Дьёр (комитат)
Дьёр (венг. Győr; словац. Ráb; нем. Raab) — исторический комитат в западной части Венгерского королевства, большей частью на южном берегу Дуная у впадения в него Рабы. В настоящее время эта территория входит в состав медье Дьёр-Мошон-Шопрон Венгерской республики, а небольшая часть (около 5 % площади бывшего комитата) на левом берегу Дуная — в состав Трнавского края Словакии. Административным центром комитата был город Дьёр.
В дореволюционной русской исторической литературе обычно комитат Дьёр называется по его немецкому наименованию — Раабский комитат. В советской и российской литературе, посвященной истории Словакии, встречается словацкое наименование: Рабская жупа или Рабский комитат.

## География
Дьёр лежит в северо-западной части Среднедунайской равнины на территории Кишальфёльда — Малой Венгерской низменности. Большая часть комитата располагалась к югу от главного русла Дуная, вдоль нижнего течения реки Раба до её впадения в Дунай. Юго-восточную границу комитата образовывали северные отроги гор Баконь. Дьёр отличался множеством рек, включая несколько рукавов и протоков Дуная, а аллювиальные почвы благоприятствовали сельскому хозяйству. Комитат был относительно небольшим по площади — 1534 км² (по состоянию на 1910 г.) и граничил со следующими комитатами: Мошон, Пожонь, Комаром, Веспрем и Шопрон.
В Дьёре было хорошо развито сельское хозяйство: возделывались пшеница, рожь, кукуруза, овёс, некоторое значение имело виноградарство. Здесь также было развито разведение крупного рогатого скота и свиней. Столица комитата город Дьёр являлась крупным по венгерским меркам центром машиностроения, пищевой промышленности и судостроения. Расположение Дьёра на пути из Вены в Будапешт сделало город важным транспортным узлом.

## История

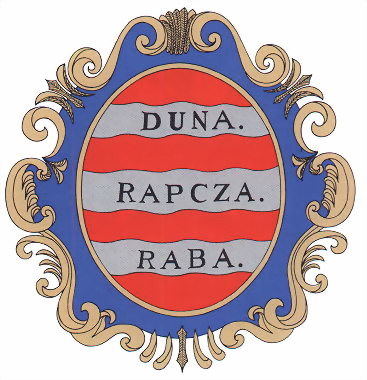
Герб комитата Дьёр

Дьёр был одним из первых венгерских комитатов, образованных в начале XI века королём Иштваном I Святым. Он получил своё название по одноимённому королевскому замку, расположенному у слияния Рабы, Рабницы и Малого Дуная и защищавшему подступы к Венгерскому королевству со стороны Австрии. В XVI веке за эту область развернулась борьба между Османской империей, подчинившей в первой половине века большую часть Венгрии, и Габсбургами. Значительная часть комитата была завоёвана турками в 1541 году, а в 1596 году пал и город Дьёр. Однако уже спустя два года австрийцы его отбили. В XVII веке Дьёр стал сильной крепостью, плацдармом для освобождения Венгрии из-под турецкой власти.
После поражения Австро-Венгрии в Первой мировой войне и по условиям Трианонского договора 1920 г. территория комитата Дьёр была разделена между Венгерской республикой и Чехословакией. Большая часть комитата (95 %) осталась у Венгрии и вошла в состав медье Дьёр-Мошон-Пожонь. В 1950 г. эта административная единица была объединена с венгерской территорией бывшего комитата Шопрон, образовав медье Дьёр-Шопрон. В начале 1990-х это медье было переименовано и в настоящее время носит название Дьёр-Мошон-Шопрон.

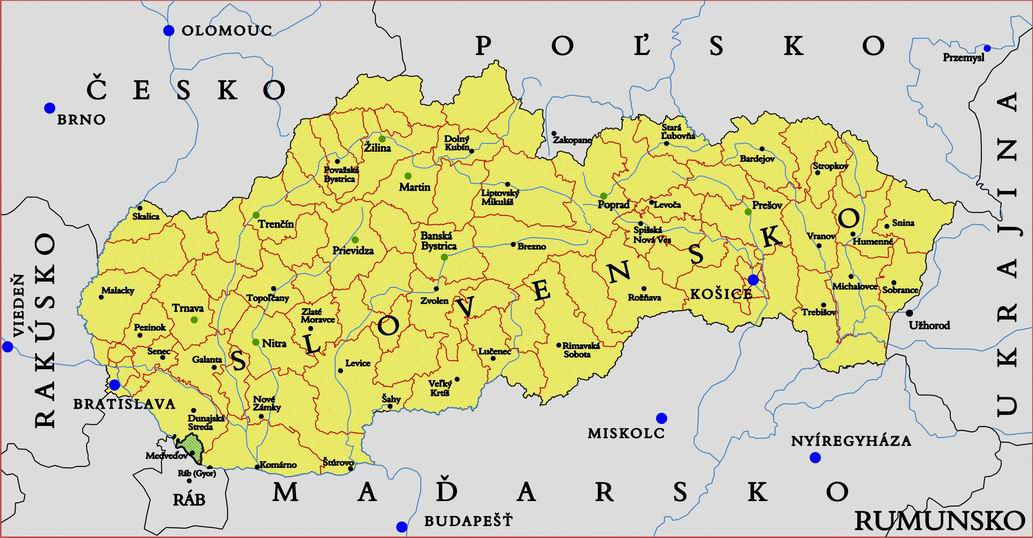
Словацкая часть комитата Дьёр на карте Словакии

Чехословацкая часть комитата Дьёр была относительно небольшой по площади и включала в себя территорию к северу от главного русла Дуная, важнейшим населённым пунктом которой был Медведёв. Эта область вошла в состав Комарненской жупы Чехословацкой республики, а в 1923 году передана Братиславской жупе (позднее — Братиславский край). С 1960 по 1990 годы село Медведёв и окружающие его земли входили в состав Западнословацкого края Чехословацкой социалистической республики. В настоящее время эта часть комитата Дьёр относится к округу Дунайска-Стреда Трнавского края Словакии.
Современная словацкая часть бывшего комитата Дьёр — один из тех регионов Словакии, где подавляющее большинство населения является этническими венграми. Так в Медведёве венгры составляют 87,3 % постоянных жителей этого населённого пункта, в Чилижска-Радвани — 95,4 %, в Габчиково — 90,4 %.

## Население
Согласно переписи 1910 г. на территории комитата Дьёр проживало 136 295 жителей, подавляющее большинство которых (97,6 %) были этническими венграми. Словаки составляли не более 0,4 % населения комитата, тогда как немецкоязычное меньшинство насчитывало примерно 1,5 %. Господствующий религией населения был католицизм, который исповедовали около 76 % жителей. Существенное значение также имело протестантство: лютеран насчитывалось порядка 12 % населения, а кальвинистов — чуть менее 7 %. Евреи в Дьёре составляли около 5 % жителей.

## Административное деление

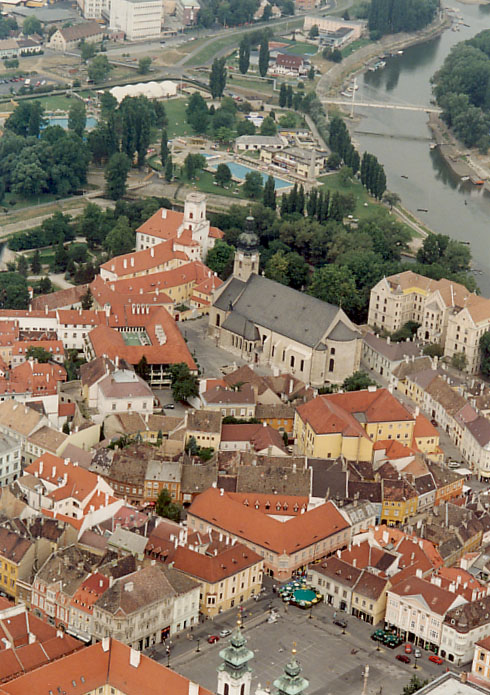
Вид на город Дьёр

В начале XX века в состав комитата входили следующие округа:
| Округа          | Округа         |
| Округ           | Адм. центр     |
| --------------- | -------------- |
| Пуста           | Дьёрсентмартон |
| Тосигетчилизёз  | Дьёр           |
| Шокороалья      | Тет            |
| Свободный город |                |
| Дьёр            |                |